# غراهام هيدمان
غراهام هيدمان (بالإنجليزية: Graham Hedman) هو منافس ألعاب قوى بريطاني، ولد في 6 فبراير 1979 في Witham ‏ في المملكة المتحدة.

## وصلات خارجية
- غراهام هيدمان على موقع الاتحاد الدولي لألعاب القوى (الإنجليزية)
- غراهام هيدمان على موقع الدوري الماسي (الإنجليزية)
- غراهام هيدمان على موقع اتحاد ألعاب الكومنولث (مؤرشف) (الإنجليزية)